# Niurba
Niurba (russo:  Ньурба; em iacuto: Ньурба) é uma cidade da Rússia, localizado na Iacútia (República de Sakha).
A cidade possuia uma população de cerca de 10 000 habitantes em 2010.